# فرد بلابیرگ
فرد بلابیرگ (انگلیسی: Frede Blaabjerg؛ زادهٔ ۶ مهٔ ۱۹۶۳) یک دانشمند در زمینه الکترونیک قدرت است. وی یکی از پراستنادترین پژوهشگران آی‌اس‌آی است.